# Aspella paupercula
Aspella paupercula är en snäckart som först beskrevs av C. B. Adams 1850.  Aspella paupercula ingår i släktet Aspella och familjen purpursnäckor. Inga underarter finns listade i Catalogue of Life.